# Yves Ayant
Yves Ayant (6 janvier 1926 - 8 juin 2016) est un physicien théoricien français, professeur à l'université de Grenoble. Ayant a reçu le premier prix Prix Paul-Langevin en 1957 et ses livres ont été utilisés comme textes d'enseignement dans plusieurs universités, et ont été traduits pour être utilisés comme manuels scolaires.

## Formation
Yves Ayant poursuit des études en classes préparatoires au lycée Henri-IV et intègre l'École normale supérieure de Paris en 1946. En 1950, passe l'agrégation de physique puis il entre dans l'équipe dirigée par Pierre Grivet sur une thèse de physique nucléaire intitulée Contribution à l'étude des formes et largeurs de raies dans les résonances nucléaires, qu'il soutient en 1954. Son jury est notamment composé d'Alfred Kastler et de Louis Néel.

## Enseignement
Ayant est professeur de physique théorique et avancée à la Faculté des sciences de Grenoble (1961-1970), puis à l'Université scientifique et médicale de Grenoble 1 (1971-1994). Il est le premier à enseigner la mécanique quantique à Grenoble, dans un cours pour chercheurs suivi par de nombreux collègues. Il enseigne également, à différents niveaux, la physique statistique et l'analyse numérique, en particulier la théorie des groupes. Il encadre plusieurs étudiants en thèse, tant à l'université qu'au Centre de recherche nucléaire de Grenoble (CENG).

## Travaux universitaires
En tant que physicien théoricien, Yves Ayant s'occupe de magnétisme, de résonance magnétique nucléaire, de résonance de spin électronique et de résonance quadripolaire nucléaire, ce qui correspond à l'orientation expérimentale de l'université de Grenoble sous Louis Néel. Il interprète le comportement de susceptibilité paramagnétique des gallates de terres rares et développe les effets de champ cristallin dans les solides et leurs applications à la résonance paramagnétique électronique (RPE). Ayant est le "théoricien maison" du Laboratoire de Spectrométrie Physique (aujourd'hui Laboratoire Interdisciplinaire de Physique, LIPhy) dirigé par Michel Soutif, dont l'objectif est d'étudier la matière à l'aide d'un large répertoire de techniques spectroscopiques. Ayant publie alors deux articles fondamentaux sur les phénomènes de relaxation en résonance magnétique nucléaire (RMN) liquide. Par ailleurs, il reçoit de nombreux chercheurs, notamment des chimistes, qui viennent lui demander de les aider à interpréter leurs résultats expérimentaux.
Ayant travaille également comme consultant au CENG (aujourd'hui CEA), où il contribue au développement de magnétomètres RMN permettant de mesurer des champs magnétiques de l'ordre du champ magnétique terrestre,.
Ayant s'intéresse particulièrement aux formes et aux déplacements des lignes, ce qui le conduit à introduire la notion de fonction de corrélation d'une variable quantique, dont il établit les principales propriétés simultanément avec le physicien japonais Ryogo Kubo, mais de manière indépendante. Cette notion transcende son application à la RMN et a été reprise dans de nombreuses théories des effets dynamiques. Selon Élie Belorizky et Pierre Averbuch, Yves Ayant a publié ses travaux dans le Journal de Physique, en français, alors que Kubo l'a fait en anglais, ce qui explique que ce dernier soit plus souvent cité.

## Récompenses
Ayant a reçu le premier prix Paul-Langevin en 1957.

## Œuvres
Thèse
- Yves Ayant, Contribution à l'étude des formes et largeurs de raies dans les résonances nucléaires (thèse), 1955 (OCLC 33272554)

Livres
- Yves Ayant, Electronique théorique, ENSEHRG, 1956
- Yves Ayant et Élie Belorizky, Cours de mécanique quantique: maîtrise de physique, 1969
- Yves Ayant, A. Abragam et B. Bleaney, Résonance paramagnétique électronique des ions de transition, 1971
- Y. Ayant et Marcel Borg, Fonctions spéciales à l'usage des étudiants en physique, Paris, Dunod, coll. « Maîtrise de physique », 1971
  - Y. Ayant et Marcel Borg, Funciones especiales, Madrid, Alhambra, 1974 (ISBN 84-205-0504-8)
- Y. Ayant, Fonctions hypergéométriques, fonctions elliptiques et fractions continues, Université Joseph Fourier, coll. « Collection Grenoble sciences », 1992 (ISBN 978-2-908019-17-9)
- Yves Ayant et Élie Belorizky, Cours de mathématiques pour la physique, Université Joseph Fourier, coll. « Collection Grenoble sciences », 1995 (ISBN 978-2-908019-43-8)
- Yves Ayant et Élie Belorizky, Mécanique quantique. Avec exercices et problemes résouls, Dunod, coll. « Sciences Sup. », 10 mai 2000 (ISBN 978-2-10-004742-0)
- Yves Ayant et Élie Belorizky, Mécanique quantique. Cours avec 87 exercices corrigés, Dunod, coll. « Sciences Sup. Cours et exercices corrigés - Master - Ecoles d'ingénieur », 2007 (ISBN 978-2-10-051019-1)

Articles
- Yves Ayant, « La théorie des temps de relaxation en résonance quadrupolaire », Journal de Physique et le Radium, vol. 17, no 4,‎ 1956, p. 338–342 (DOI 10.1051/jphysrad:01956001704033800, lire en ligne)

### Sources
- Pierre Averbuch, « AYANT (Yves), né à Ollioules (Var) le 6 janvier 1926, décédé à Grenoble (Isère) le 8 juin 2016. – Promotion de 1946 s. », L'Archicube, École normale supérieure, no 21,‎ 2017, p. 117–119 (lire en ligne)
- Élie Belorizky et Pierre Averbuch, « Ayant, Yves - 1946s », Association des anciens élèves, élèves et amis de l’École normale supérieure, 2016
- René De Swiniarski, « Les débuts de la physique nucléaire à Grenoble », Bulletin de la société française de physique, no 121,‎ 27 mars 1999, p. 4 (lire en ligne)
- Persée, « Ayant, Yves », Ministry of National Education of France
- Société Française de Physique, « Prix thématiques »